# Dungeon crawler
Pour le dungeon crawling dans le jeu de rôle, voir Porte-monstre-trésor.

Le dungeon crawler (pouvant être traduit par « ramper dans un donjon ») ou Dungeon-RPG est un genre de jeu vidéo de rôle dont le gameplay met l'exploration de donjons en avant. Le joueur contrôle généralement son personnage en vue subjective et se déplace de case en case.
Le donjon y est souvent labyrinthique et rempli d'ennemis, ce qui implique une mécanique de combat. Le scénario de type « porte-monstre-trésor » y est souvent utilisé et la trame narrative est souvent simpliste et prétexte,.

## Historique

### Jeux de rôle

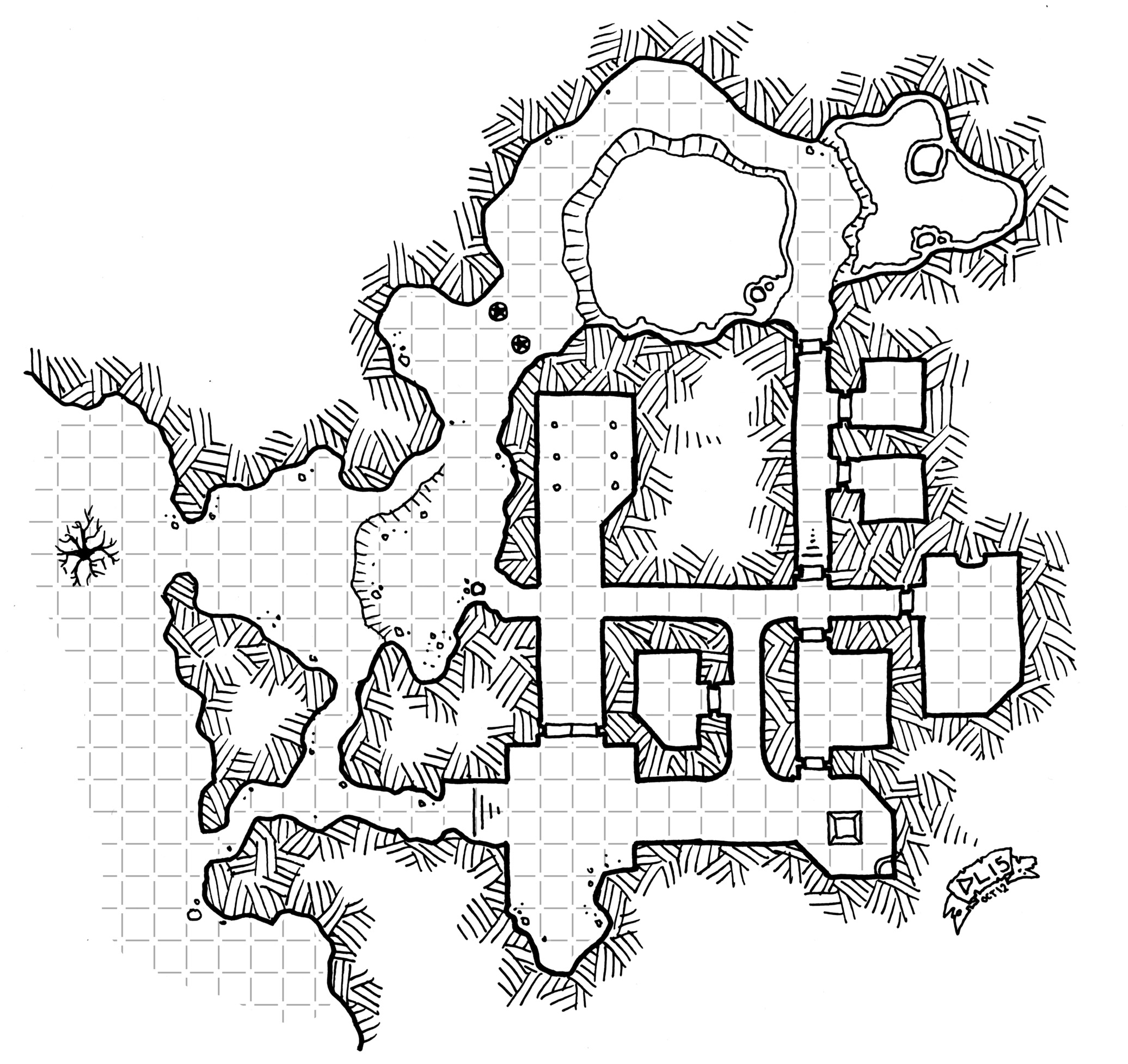
Une carte de donjon créée pour un jeu de rôle sur table.

Initialement, le dungeon crawler se réfère à un type de scénario dans des jeux de rôle sur table imaginaires médiévaux-fantastiques dans lesquels des héros naviguent dans un environnement labyrinthique (un donjon), combattant divers monstres et pillant tout trésor qu’ils trouvent.
En raison de sa simplicité, le dungeon crawler peut être plus facile à gérer pour un maître de jeu que lors d'aventures plus complexes, et le style de jeu « hack and slash » est apprécié par les joueurs, qui se concentrent sur l'action et le combat.
Le terme peut être utilisé dans un sens péjoratif, car les dungeon crawler manquent souvent de complots significatifs ou de cohérence logique. Le jeu parodique Munchkin parle de « l'essence même de l'expérience du donjon… Tuez les monstres, volez le trésor, poignardez votre ami ».
Le dungeon crawler est pratiqué notamment par les joueurs du jeu Donjons et Dragons. Selon Gary Gygax (dans une interview parue dans Dungeon #112), la première exploration de donjon faisait partie d'un wargame dans lequel la force d'invasion pénétrait dans le château de l'ennemi par un ancien tunnel d'évacuation creusé dans le donjon de la forteresse. Le groupe s’est tellement amusé avec ce scénario qu’il a été répété maintes fois avec des donjons de plus en plus complexes jusqu’à ce que l’aspect wargame du jeu soit abandonné au profit de l’exploration du donjon.
Pour les jeux de rôle sur table, des supports visuels tels que des cartes, des modèles ou des figurines miniatures sont souvent utilisés pour représenter le paysage d'une exploration de donjon.

### Jeux vidéo

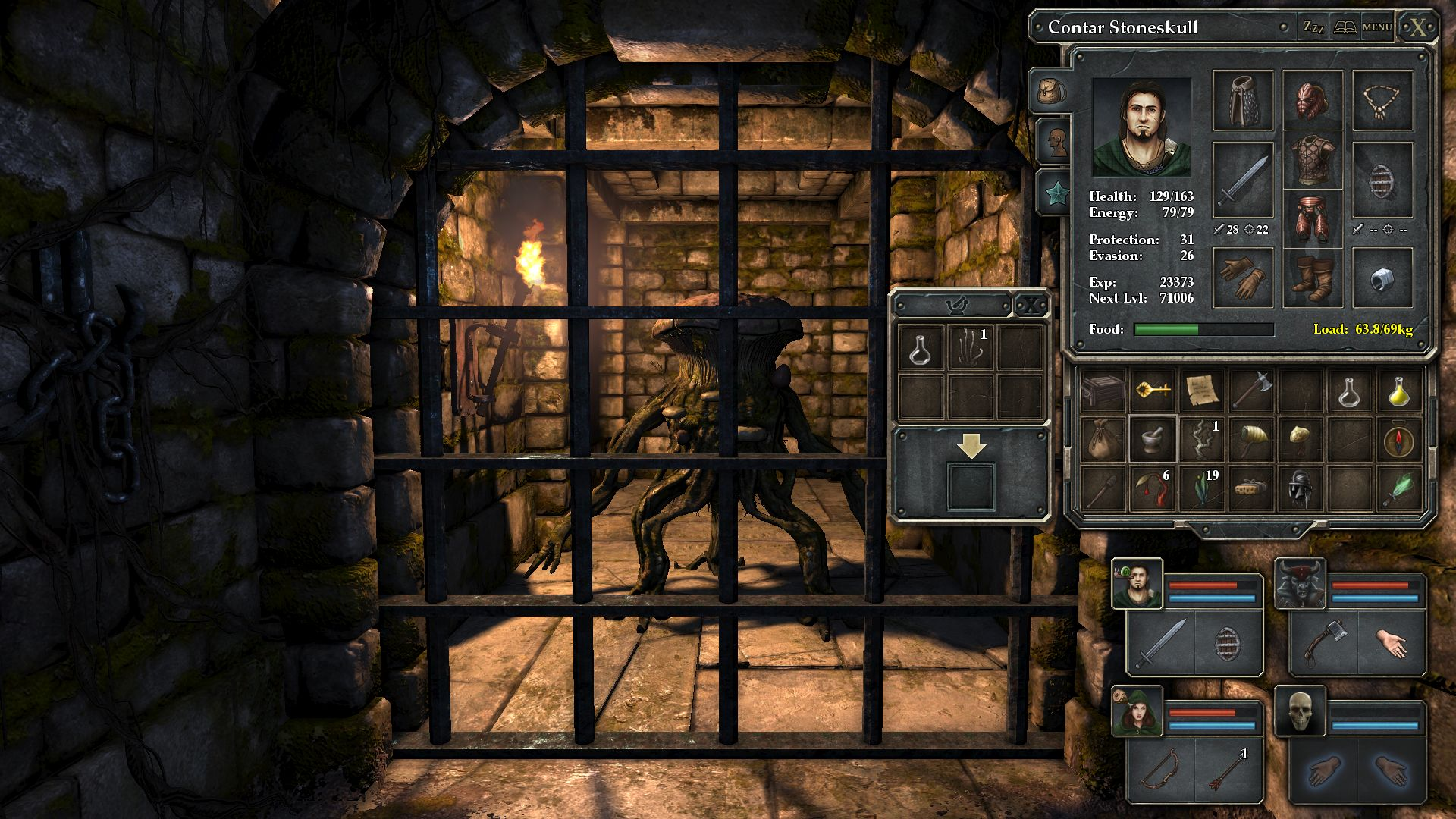
Capture d'écran en jeu de Legend of Grimrock, un donjon crawler en vue à la première personne dans le style de Dungeon Master. Au centre de l'image, la vue dans le donjon. À droite, l'inventaire ouvert d'un membre de l'équipe du joueur.

Le genre apparaît dès 1976 avec le jeu vidéo Moria, considéré comme le premier dungeon crawler en vue subjective et en trois dimensions, puis se popularise dans les années 1980 avec des jeux comme The Bard's Tale, Might & Magic et Dungeon Master. Il est parmi les premiers à proposer l'utilisation de la vue subjective. Les déplacements se déroulent alors en case par case. La deuxième vague apparaît dans les années 1990 avec des titres comme Eye of the Beholder, Anvil of Dawn et Lands of Lore. Le genre propose désormais fréquemment des combats en temps réel ainsi que des graphismes améliorés (en 3D à la fin de la décennie).
Avec la 3D, le genre tel que décrit traditionnellement tombe en désuétude, laissant la place à des jeux de rôle plus immersifs et au déplacement libre. Le dungeon crawler, avec des déplacements en case par case, revient grâce à l'essor du jeu sur supports mobiles, dont les capacités techniques sont limités et au public habitué à une prise en main facilitée. Il propose à nouveau des combats au tour par tour, plus tactiques, dans Etrian Odyssey sur Nintendo DS et Doom RPG (en) sur téléphone portable par exemple.
À la suite de cette ré-émergence, il se développe également grâce à la scène indépendante sur consoles haute définition et PC (Legend of Grimrock ou Darkest Dungeon par exemple),.

## Liste de jeux vidéo de type «dungeon crawler»
- Adventure Bar Labyrinth
- Anvil of Dawn
- Arx Fatalis
- Black Crypt
- Bloodwych
- The Bard's Tale
- Beyond the Labyrinth
- Darkest Dungeon
- Demon Gaze
- Donjon mystère
- Doom RPG (en)
- Dungeon Master
- Etrian Odyssey
- Eye of the Beholder
- King's Field
- Lands of Lore
- Legend of Grimrock
- Moria
- Megami Tensei
- Might & Magic
- Minecraft: Dungeons
- Persona Q: Shadow of the Labyrinth
- The Quest
- Shining in the Darkness
- Shining the Holy Ark
- Ultima Underworld
- Vaporum
- Wizardry
- Dark and Darker